# Kabos Sándor
Kabos Sándor (másként: Alexander Kabos, Nagyvárad (Bihar megye), 1742. november 19. – Vörösberény, 1773 után) Jézus-társasági áldozópap.

## Élete
Budán végezte a bölcseletet, teológiai tanulmányai végzésével egyidejűleg nyelveket is tanított. 1760-ban vették föl a rendbe. A rend föloszlatása után, 1773-tól világi papként működött és nemsokára Vörösberényben meghalt.

## Munkája
- Panegyricus D. Ivoni. Tyrnaviae, 1770